# Медаль Каннінгема
Медаль Каннінгема (англ. Cunningham Medal) — найпрестижніша нагорода, яку присуджує Ірландська королівська академія, провідне наукове товариство Ірландії. Її присуджують раз на три роки за «Видатний внесок у науку та цілі Академії». Нагороду було започатковано в 1796 році, її можуть розділити не більше ніж 3 лауреати. Її вважають однією з провідних нагород для ірландських вчених і дослідників, і її здобуття дозволяє стати членом Королівської ірландської академії.
Нагородження медаллю було призупинено між 1885 і 1989 роками та відновлено в 1990 році. Тепер її присуджують лише старшим членам Королівської ірландської академії. На золотій медалі зображений Тімоті Каннінгем, лондонський адвокат, який заснував нагороду для сприяння науковій освіті в Ірландії.

## Історія
Оригінальна медаль була відлита ірландським майстром Вільямом Моссопом. Вона була заснована в 1796 році за заповітом адвоката Тімоті Каннінгема. Після періоду невизначеності та експериментів щодо умов нагородження, у 1848 році було погоджено, що медалі будуть відкриті для авторів праць або есе в галузі науки, літератури та старожитностей, опублікованих в Ірландії або на ірландську тематику. Після 1885 року Академія припинила вручати нагороду, але її відновили в 1989 році до 200-річчя дарування Каннінгема.

## Лауреати
Медаллю Каннінгема були нагороджені такі особи:
- 1796: Томас Воллес[en]
- 1800: Теофіл Свіфт[en] (письменництво, поезія)
- 1805: Вільям Престон[en] (поезія)
- 1818: Джон Брінклі (астрономія)
- 1827: Джон Д'Олтон[en] (історія)
- 1830: Джордж Петрі[en] (історія)
- 1833: Джордж Петрі[en] (історія)
- 1834: Вільям Ровен Гамільтон (математика)
- 1838: Джеймс МакКаллаг (фізика)
- 1839: Джеймс Апджон[en] (фізика); Джордж Петрі[en] (історія)
- 1843: Роберт Кейн[en] (хімія)
- 1848: Семюел Готон[en] (математика); Вільям Ровен Гамільтон (математика); Едвард Гінкс[en] (сходознавець); Джон О'Донован[en] (історія)
- 1851: Джон Гьюїтт Джелетт[en] (математика)
- 1858: Едвард Джошуа Купер[en] (астрономія); Джордж Салмон[en] (математика); Чарльз Вільям Волл (літературна критика); Вільям Рівз[en] (історія)
- 1862: Роберт Маллет (сейсмологія); Гамфрі Ллойд[en] (астрономія); Джон Томас Гілберт[en] (історія); Вітлі Стокс[en] (лінгвістика)
- 1873: Вільям Вайльд (ерудит, батько Оскара Вайльда)
- 1878: Джордж Джеймс Аллман[en] (природна історія); Едвард Доуден[en] (літературна критика); Акілла Сміт[en] (нумізматика); Джон Кейсі (математика)
- 1879: Роберт Стеуелл Болл[en] (математика); Вільям Арчер[en] (природна історія)
- 1881: Говард Грабб[en] (астрономія)
- 1883: Едвард Персеваль Райт[en] (редагування видання «Proceedings of RIA»)
- 1884: Джон Бірмінгем[en] (астрономія)
- 1885: Джон Крістіан Малет[d] (математика)
- 1886-1988: Нагороду призупинено
- 1989: Джордж Френсіс Мітчелл[en] (природна історія)
- 2001: Деніел Джозеф Бредлі[en] (фізика); Моріс Крейг[en] (історія архітектури); Бернард Кросленд[en] (інженерія); Девід Бірс Квінн[en] (історія)
- 2005: Деніс Вейр[en] (фізика)
- 2008: Шеймас Гіні (поезія)
- 2011: Джон Маккенні[en] (мікроелектроніка)
- 2014: Патрік Хонохан[en] (економіка)
- 2017: Дервілла Доннеллі[en] (хімія)
- 2020: Ніколас Канні[en] (історія)
- 2023: Джоселін Белл Бернелл (астрономія)[7]